# Parisdorf
Parisdorf ist eine Ortschaft und Katastralgemeinde der Marktgemeinde Ravelsbach in Niederösterreich. Die Ortschaft hat 126 Einwohner (Stand 1. Jänner 2024). Bis Ende 1966 war Parisdorf eine eigenständige Gemeinde.

## Geographie
Der Ort liegt in einer Talweitung des Parisbaches, der in Gaindorf in den Ravelsbach mündet. Parisdorf liegt östlich der Horner Straße und ist an diese durch Nebenstraßen angebunden.

## Geschichte
Bis zu den Reformen 1848/1849 hatte das Bürgerspital zu Horn die Ortsobrigkeit über Parisdorf inne. Danach konstituierte sich der Ort zur selbständigen Ortsgemeinde. Diese war bis 1868 dem Amtsbezirk Ravelsbach unterstellt und danach dem Bezirk Hollabrunn zugeteilt.
Laut Adressbuch von Österreich waren im Jahr 1938 in der Ortsgemeinde Parisdorf ein Gastwirt, ein Gemischtwarenhändler, ein Obstprodukteerzeuger und ein  Schuster ansässig.
Parisdorf fusionierte im Jahr 1967 mit anderen Gemeinden zur Großgemeinde Ravelsbach.